# Katarina Marinčič
Œuvres principales
Harmonie cachée (2001), Trois (2005)
Katarina Marinčič, née le 25 juin 1968 à Ljubljana, est une écrivaine slovène.

## Biographie
Elle vit et travaille à Ljubljana.
Elle soutient en 1994 sa thèse de doctorat sur le rôle de la digression dans l'œuvre de Balzac, à l'Université de Ljubljana.
Elle enseigne en tant que maître de conférences de littérature française à la Faculté des Lettres de l'Université de Ljubljana.
Son père est l'écrivain, dramaturge et metteur en scène de théâtre Andrej Hieng (en) (1925-2000).

## Œuvres choisies
- Tereza, roman, (1989)
- Rožni vrt (Le Jardin aux fleurs), roman, (1992)
- Prikrita harmonija (L'Harmonie cachée), roman, (2001)
- O treh, recueil de trois nouvelles, (2005), publié en français en 2014 sous le titre Trois par l'Association des écrivains slovènes, collection Litteræ Slovenæ, 126 pages,  (ISBN 978-961-6376-64-8)

## Prix et distinctions
- Kresnik Award (en) 2002, pour Prikrita harmonija
- Fabula Award (en) 2007, pour O Treh